# Церква святого Дмитра (Богуша)
 Пам'ятка культури Малопольського воєводства: реєстраційний номер 754 від 5 вересня 1964 року.
Церква св. Дмитра (пол. Cerkiew św. Dymitra) — колишній лемківський храм, тепер Римо-католицька церква. Внесена до списку об'єктів на «Шляху дерев’яної архітектури в Малопольському воєводстві». Одну з ікон для храму створив Лемківський анонім XVI—XVII століть.

## Історичний огляд
Церква зведена у Богуші 1627 року.
1856 року на місці старої будівлі поставили нову. Споруду реконструювали кілька разів, зокрема у 1926 і 1963–1965 роках.

## Архітектура

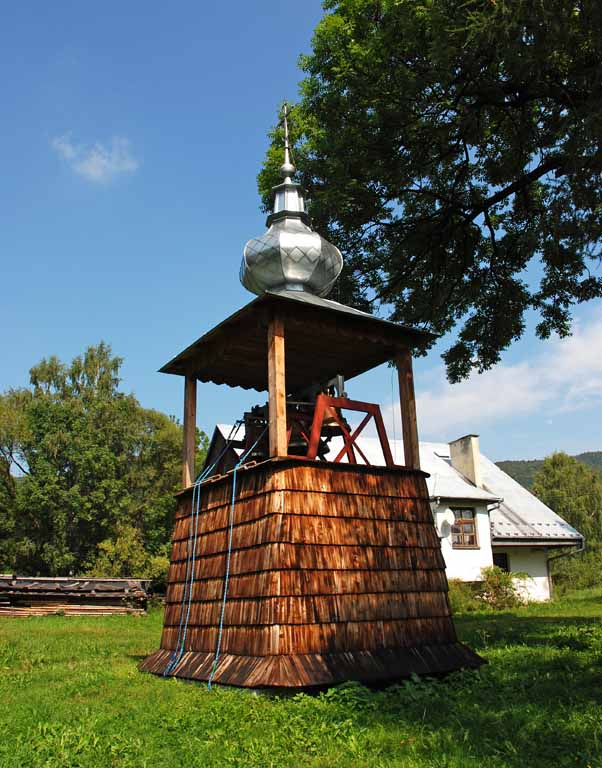
Дзвіниця

Дерев'яний храм збудований у лемківському стилі північного типу. У плані — тридільний: презбітерій (ризниця), закритий з трьох боків, нава й квадратний бабинець. Збоку від презбітарію розташоване захристя, а перед бабинцем — крухта (передній ґанок).
Вежа стовпової конструкції з похилими стінами і з надбудованим підсябиттям зведена над бабинцем. Усі стіни покриті ґонтом. Підсябиття вежі шальована вертикальними дошками із захисним металевим карнизом. У бічних стінах нави — велике подвійне вікно. Дахи покриті жерстю. Над вежею — шатро, над навою і вівтарем — двосхилий дах. Усі частини мають бані з ліхтарями і залізними хрестами. Ризниця накрита розширеним дахом вівтаря.

## Інтер'єр

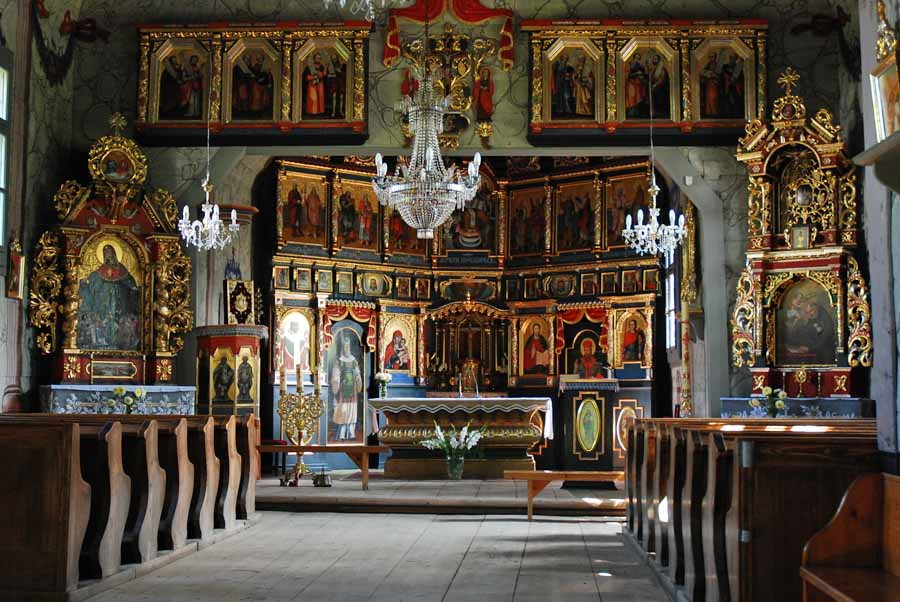
Іконостас

Фрески розписані 1873 року Вікторія Зомфа з Бардейова. Під час консерваційних робіт відновили також старий іконостас. На фресках виявили багато фрагментів XVII століття, зокрема «Таємну вечерю» у вівтарі 1630 року, іконостас 1670 року, амвон.
Перший іконостас у Богуші був виконаний 1627 року, кілька ікон з якого перебувають у краєзнавчому музеї в Новому Сончі, і фрагменти дощок Деісуса у вівтарі.
Сучасний іконостас вмістили у низький презбітерій лише частково. Ряд пророків і розп'яття з Богородицею і Святим Іоанном залишились на східній стіні нави. Незвичайний святковий ряд іконостаса, на якому в середині замість Таємної Вечері зображений Бог Отець, Творець світу, а замість свят — Спас Нерукотворний. Цей образ (оригінал у краєзнавчому музеї) створив народний іконописець з Лемківщини — Лемківський анонім XVI—XVII століть.
Церковне подвір'я обгороджене кам'яними мурами. Біля церкви стоїть нова дерев'яна дзвіниця.
На початку ХХІ століття храм використовується як костел св. Антонія Падуанського римо-католицької парафії у Круловій Ґорній.